# 清水江乡
清水江乡，是中华人民共和国湖南省株洲市醴陵市下辖的一个乡镇级行政单位。

## 行政区划
清水江乡下辖以下地区：
文山村、增加滩村、国强富村、清水江村、杨木档村、荆村、界陂村、垅塘村和东山村。